# Loaded Weapon 1
Loaded Weapon 1 (alias National Lampoon’s Loaded Weapon 1) ist eine Parodie aus dem Jahr 1993 von Gene Quintano mit Emilio Estevez, Samuel L. Jackson und William Shatner.
Dieser Film parodiert hauptsächlich die Geschichte von Lethal Weapon – Zwei stahlharte Profis, bezieht sich aber auch auf andere populäre Filme, zum Beispiel Basic Instinct, Stirb langsam und Dirty Harry. Eine Szene parodiert das erste Treffen von FBI-Agentin Clarice Starling mit Dr. Hannibal Lecter aus Das Schweigen der Lämmer.

## Handlung
Sgt. Billy York von der Polizei von Los Angeles wurde ermordet, weil sie im Besitz eines Mikrofilms war, welcher das Rezept enthielt, wie Kokain in „harmlose Kekse“' eingebacken werden kann. Ihr früherer Partner Sgt. Wes Luger und der depressive Sgt. Jack Colt von der Drogenfahndung werden mit dem Fall betraut. Die Spur führt zum Vietnamkriegsveteran General Curtis Mortars. Luger und Colt versuchen, den Bösewicht zu finden und zu stoppen, bevor dieser seine „Pfadfinderinnen-Kekse“ unter das Volk bringen kann.

## Anspielungen
Der Film ist durchzogen von Anspielungen, was sich vor allem in der Namensgebung für die Charaktere widerspiegelt. Die beiden Hauptakteure heißen Colt und Luger, zwei Hersteller bzw. Erfinder von Handfeuerwaffen, der Bösewicht heißt General Mortars, eine phonetische Anspielung auf den international agierenden Automobilkonzern General Motors. Bruce Willis hat einen Cameo-Auftritt als John McClane und Estevez’ Bruder Charlie Sheen als Auto-Einparker. Zudem taucht Jon Lovitz immer wieder auf, obwohl er anfangs ums Leben kommt. Ebenso haben Erik Estrada und Larry Wilcox einen Gastauftritt als Polizeibeamte. Sie stehen mit ihren Motorrädern in einem Appartement. Dies ist eine Anspielung auf die Serie CHiPs, in der sie die Hauptpersonen darstellen. In dem Film liefern sie sich ein wildes Feuergefecht mit einem Verdächtigen, während sie in der Serie keinen einzigen Schuss abgegeben haben. Auch James Doohan hat einen Auftritt in seiner Paraderolle als Mr. Scott aus Star Trek. Unter anderem finden sich auch Denise Richards und Lance Kinsey (bekannt als Proctor der Police-Academy-Filme) wieder.

## Kritiken
„Achtung! Schweres Klamaukgeschütz!“

„Mit einer Unzahl an filmischen Zitaten, Actionszenen und viel Klamauk inszenierte Parodie auf aktuelle Polizei- und Kriminalfilme, deren Albernheiten sich schnell abnutzen.“

„Es ist schwer eine Satire zu persiflieren. Das ist, was Loaded Weapon 1 probiert, aber anhand des Endergebnisses nicht schafft, zu erfassen. […] Es gibt unzählige Gags, unzählige Wortspiele und viele Running Gags im Hintergrund […].“

## Veröffentlichung
Der Film startete am 5. Februar 1993 in den Kinos und konnte bei einem geschätzten Produktionsbudget von 8,2 Mio. US-Dollar etwa 27,9 Mio. US-Dollar an den Kinokassen einspielen. Nachdem der Film in Deutschland am 15. Juli 1993 startete, wurde er von 811.962 Kinobesuchern gesehen. Ab dem 24. Januar 1994 war der Film auf VHS erhältlich und seit dem 18. Dezember 1998 auf DVD.
Im Kino lief der Film mit einer Freigabe ab 12 Jahren. Auf Video und DVD wurde der Film dann ab 16 Jahren freigegeben.